# Campo Urdaneta
Campo Urdaneta es uno de los sectores que conforman la ciudad de Cabimas en el estado Zulia (Venezuela), pertenece a la parroquia La Rosa. Campo Urdaneta toma su nombre en honor a Rafael Urdaneta (1788 - 1845) prócer de la independencia de Venezuela nativo del estado Zulia, destacado General en Jefe y presidente de la Gran Colombia.

## Ubicación
Campo Urdaneta se encuentra entre los sectores Campo Hollywood al este (av Hollywood), Las Cúpulas al sur, el área industrial de la Salina al norte y oeste.

## Zona Residencial
Campo Urdaneta es uno de los campos petroleros que aún existen en la ciudad de Cabimas, fue construido por la empresa predecesora de PDVSA (Creole Petroleum Corporation, y las casas fueron ampliadas y remodeladas e los 70's por Lagoven) para brindar habitación a sus trabajadores. Las casas de campo Urdaneta son más modestas que las de Las Cúpulas y las de Campo Hollywood, y estaban destinadas a trabajadores nómina menor o con pocos años en la compañía, al igual que sus contrapartes tiene cerca y garita de vigilancia. Originalmente eran 96 viviendas las construidas distribuidas en 4 calles, actualmente y después de pasar a ser parte de las viviendas controladas por al Alcaldía desde 1978 se ha ido desarrollando y ahora hay 127 contando las construidas en los terrenos que hacen frontera con Campo las Cúpulas y en construcciones adicionales realizadas dentro de los mismos terrenos de las viviendas ya existentes. Esta Urbanización cuenta también con Parque Infantil, Tarima para Eventos con Baños, y cancha techada.

## Vialidad
Las calles de campo Urdaneta tienen reductores de velocidad y fueron diseñadas como zona residencial, tiene una salida peatonal a la clínica industrial La Salina, clínica de PDVSA de la cual la separa una calle y un puentecito elevado. Solo autos particulares transitan por campo Urdaneta.

### Campo Rojo
Campo Rojo es uno de los sectores que conforman la ciudad de Cabimas, es una parte de Campo Urdaneta la que da a la av Hollywood, ocupada por casas rodantes (tráileres) planificada como vivienda para trabajadores nuevos en la industria. No se debe confundir con el Campo Rojo de Lagunillas, el cual es un campo grande de casas y de varios kilómetros, lo que tiene en común es que como Campo de Lagoven, fue nombrado como un color, existen además los campos Blanco y Verde. Campo Rojo sufrió un grave incendio en 2005 y está en vías de ser desmontado y desocupado.